# 705号州际公路
705号州际公路（英語：Interstate 705, I-705）是华盛顿州一条南北方向的州际公路，是5号州际公路的辅助线。全长1.5英里。